# Св. св. Кирик и Юлита (Бер)
„Св. св. Кирик и Юлита“ (на гръцки: Αγίων Κηρύκου και Ιουλίττας Βέροιας) е средновековна православна манастирска църква в южномакедонския град Бер (Верия), Егейска Македония, Гърция. Храмът е част от енория „Свети Йоан Милостиви“.

## История
Храмът е построен в XIV век от епископ Макарий Берски според керамопластичния надпис върху външната стена на конхата на светилището. Според писмо на патриарх Антоний IV Константинополски от 1395 година, църквата е католикон на ставропигиален манастир и по-късно е превърната в енорийска църква. Това е станало прези 1589 година, когато Костис става ктитор на новото изписване на църквата.
Първоначалната църква е кръстокуполна с вписан кръст и е единствен пример за католикон с подобна архитектура. Вероятно през XVI век куполът пада и е направен дървен покрив. От изток има три керамопластично украсени апсиди. В протезиса има остатъци от стенописи от средата на XIV век, а на външната западна и южната стена на храма – от XV век. Според надписа над вратата на западния вход, в 1589 година Костис плаща повторното изписване на паметника. Тогава е изписана апсидата, северната и южната стена на светилището и протезиса. От същия период са и стенописите в наоса, които са разположени в три зони. В най-ниската са светци в цял ръст, във втората сцени от живота на Пророк Илия и други теми, като например молитвата на Йоаким, Благовещение на Анна, Йоаким и Ана, Свети Игнатий и накрая в третата зона са Дванадесетте празника. В XVII век е довършено изписването на храма със стенописи на Исус Христос и Света Богородица на трон.
В 1924 година църквата е обявена за паметник на културата.
- Общ изглед от изток
- „Архангел Михаил“, II половина на XIV век, 39 x 13 cm
- Стенопис
- Стенопис на Свети Кирик и Света Юлита, 1589 г.